# Poder legislatiu

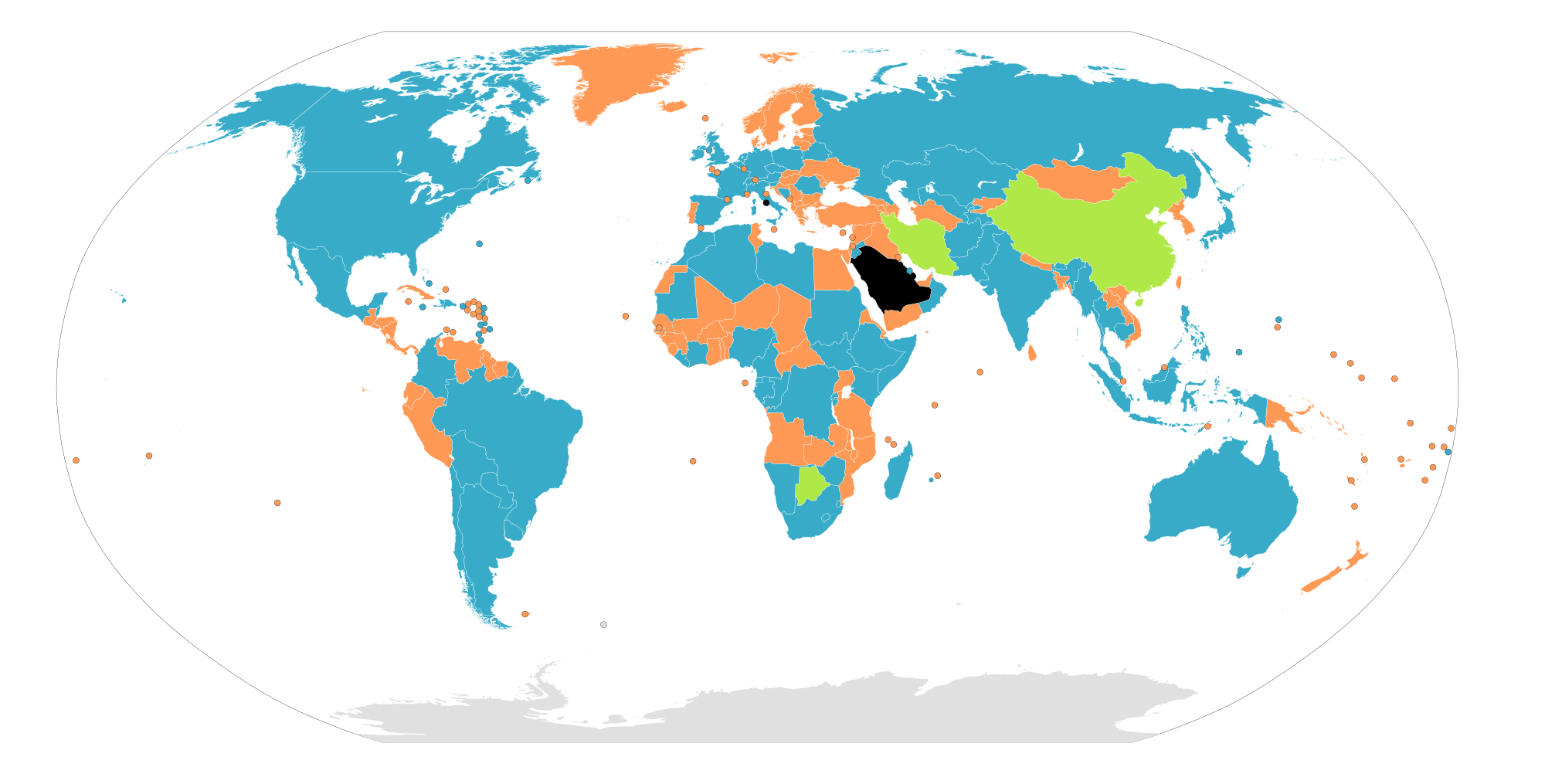
Estats amb parlaments bicamerals
Estats amb parlaments unicamerals
Estats sense parlament

El poder legislatiu és un dels tres poders en què està dividit un Estat modern que viu en democràcia (juntament amb el poder executiu i el poder judicial). El poder legislatiu sovint recau sobre una assemblea de representants anomenada cos legislatiu. El terme legislatura es refereix al període de vigència d'un cos legislatiu.
Un cos legislatiu és un tipus d'assemblea deliberativa amb el poder de crear i aprovar lleis. Els cossos legislatius poden tenir diferents noms; els més comuns són parlament i congrés depenent de les seves funcions i de la forma de govern de l'Estat. En els sistemes parlamentaris el cos legislatiu és la branca suprema i la que nomena al representant del poder executiu. En els sistemes presidencialistes el cos legislatiu és una branca del govern amb igual poder però independent de l'executiu. A més de tenir la capacitat per a crear i aplicar les lleis, els cossos legislatius tenen l'autoritat per a incrementar els impostos, aprovar el pressupost de la nació així com altres propostes monetàries. Els cossos legislatius han d'aprovar una declaració de guerra o ratificar un tractat comercial entre estats independents.
El cos legislatiu d'un estat pot estar conformat per una o més cambres, assemblees que debaten i voten les lleis. La majoria dels cossos legislatius són unicamerals o bicamerals (constituïts per una cambra baixa i una cambra alta). En la majoria dels sistemes parlamentaris la cambra baixa és la més poderosa mentre que la cambra alta és només una assemblea de consell o revisió. No obstant això, en els sistemes presidencialistes, els poders de les dues cambres són similars o iguals. En les federacions la cambra alta sovint representa els estats, províncies, països o repúbliques que la constitueixen, mentre que la cambra baixa representa els ciutadans en circumscripcions de la mateixa grandària poblacional.

## Llista dels títols dels cossos legislatius
- Parlament (a la majoria de les repúbliques o monarquies parlamentàries)
- Congrés, Congrés General, Congrés Nacional o Congrés de la Unió (a la majoria de les repúbliques presidencialistes)
- Dieta
- Assemblea
- Assemblea Nacional (França i Quebec)
- Althing (Islàndia)
- Assemblea de la República (Portugal)
- Bundesrat i Bundestag, que podem traduir com a consell federal i dieta federal, respectivament (Alemanya)
- Corts Generals (Espanya)
- Eduskunta o Riksdag (Finlàndia i Suècia)
- Assemblea Federal (Rússia i Suïssa)
- Folketing (Dinamarca)
- Knesset (Israel)
- Yuan Legislatiu (Taiwan)
- Majles Al-Ummah (Kuwait)
- Oireachtas (Irlanda)
- Riigikogu (Estònia)
- Sajya Sabha/Lok Sabha (Índia)
- Sabor (Croàcia)
- Saeima (Letònia)
- Seimas (Lituània)
- Sejm (Polònia)
- Skupština (Sèrbia)
- Estates-General o Staten Generaal (Països Baixos)
- Storting (Noruega)
- Tynwald (Illa de Man)
- Verkhovna Rada (Ucraïna)